# Albeiro Mejía
Albeiro Mejía López (28 de febrero de 1947, Cartago, Valle del Cauca) es un exciclista de ruta colombiano, ganador del Clásico RCN en 1972.

## Palmarés
1969
- 3.º en el Campeonato de Colombia en Ruta[1]

1972
- Clásico RCN

## Equipos
- ProDepartamento de Risaralda (1966)
- Totogol (1967)
- Pilsen Cervunión (1968)
- Caribú (1972)
- Club Lister (1975)
- Relojes Pierce (1976)
- Cafe Águila Roja (1978)